# Juan Vicente Lezcano
Juan Vicente Lezcano (Asunción, 5 aprile 1937 – Asunción, 6 febbraio 2012) è stato un calciatore paraguaiano, di ruolo difensore.
Con l'Olimpia vince cinque titoli paraguaiani di fila (1956-1960), quindi passa agli uruguaiani del Peñarol dove si afferma come uno dei migliori centrali a livello internazionale: vince sei volte il campionato, 2 Libertadores (1961 e 1966) e 2 Intercontinentali battendo il Benfica di Eusébio nel 1961 e il Real Madrid di Amancio e Pirri nel 1966.

## Palmarès

### Competizioni nazionali
- Campionato paraguaiano: 5

Olimpia: 1956, 1957, 1958, 1959, 1960
- Campionato uruguaiano: 6

Peñarol: 1961, 1962, 1964, 1965, 1967, 1968

### Competizioni internazionali
- Coppa Libertadores: 2

Peñarol: 1961, 1966
- Coppa Intercontinentale: 2

Peñarol: 1961, 1966